# 杉田駅 (福島県)
杉田駅（すぎたえき）は、福島県二本松市杉田町1丁目にある、東日本旅客鉄道（JR東日本）東北本線の駅である。

## 歴史
- 1917年（大正6年）9月11日：杉田信号所として開設[4]。
- 1922年（大正11年）4月1日：杉田信号場に改称[4]。
- 1948年（昭和23年）12月19日：開業[3]。一般駅[4]。
  - これは、1947年（昭和22年）3月31日の第92回帝国議会貴族院において諮られた最後の議案として、旧杉田信号場を貨客取扱駅に変更するという旧杉田村長代理助役の高橋廣直らの請願を受けて定められたという経緯を持つ。
- 1974年（昭和49年）10月1日：貨物の取り扱いを廃止[4]。
- 1984年（昭和59年）
  - 2月1日：荷物の扱いを廃止[4]。
  - 12月1日：無人化[5]。
- 1987年（昭和62年）4月1日：国鉄分割民営化により、JR東日本の駅となる[4]。
- 2009年（平成21年）3月14日：ICカード「Suica」の利用が可能となる[6]。
- 2024年（令和6年）10月1日：えきねっとQチケのサービスを開始[1][7]。

## 駅構造
相対式ホーム2面2線を有する地上駅で、互いのホームは跨線橋で連絡している。ホームがカーブの途中に位置しているため、停車時には列車が大きく傾く。
福島統括センター（福島駅）管理の無人駅となっており、乗車駅証明書発行機（自動精算機対応）、簡易Suica改札機、待合室、トイレ、飲料の自動販売機（JR東日本ウォータービジネス管理・Suica決済対応）が設置されている。

### のりば
| 番線 | 路線      | 方向 | 行先     |
| ---- | --------- | ---- | -------- |
| 1    | ■東北本線 | 下り | 福島方面 |
| 2    | ■東北本線 | 上り | 郡山方面 |

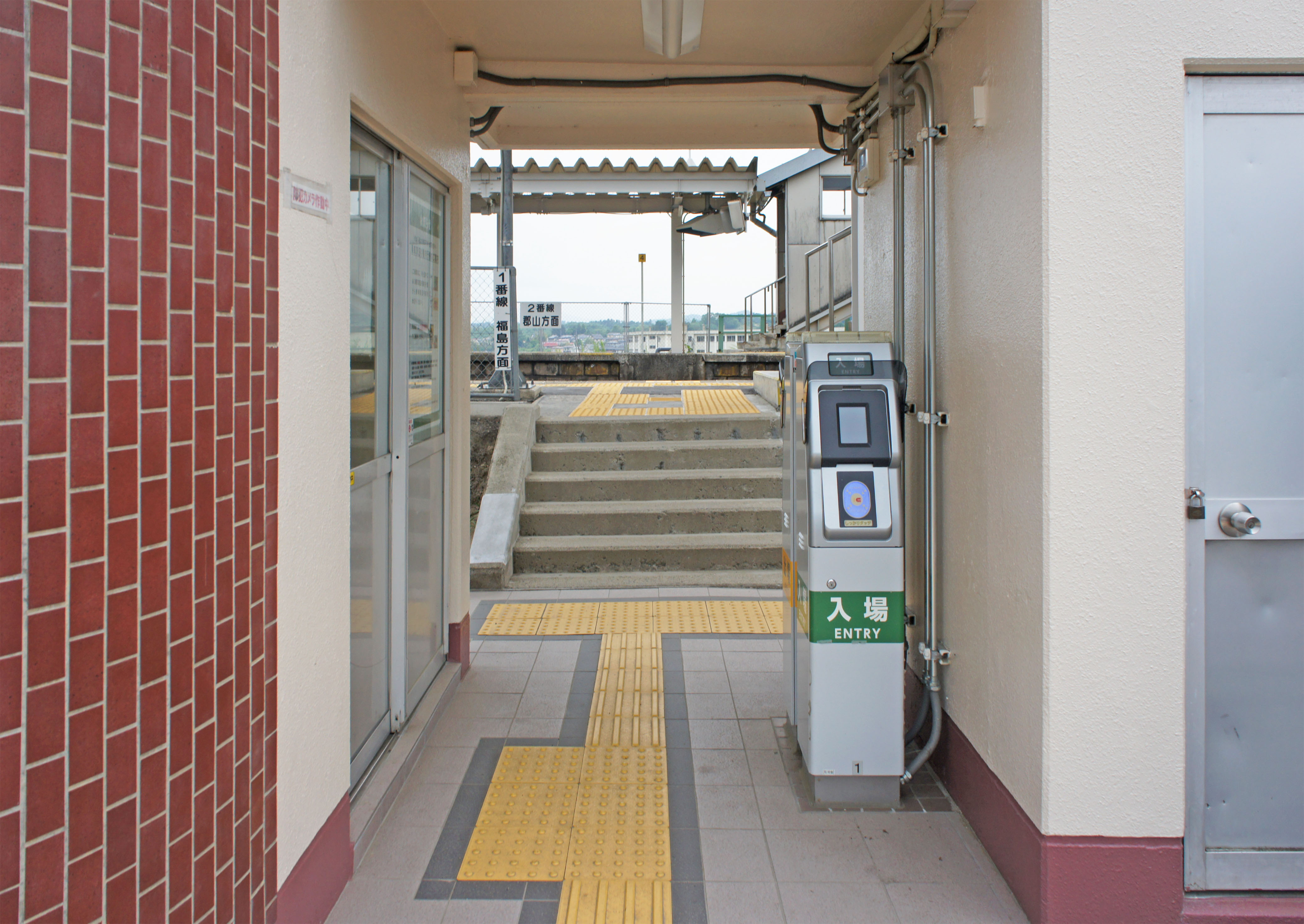
改札口（2022年5月）
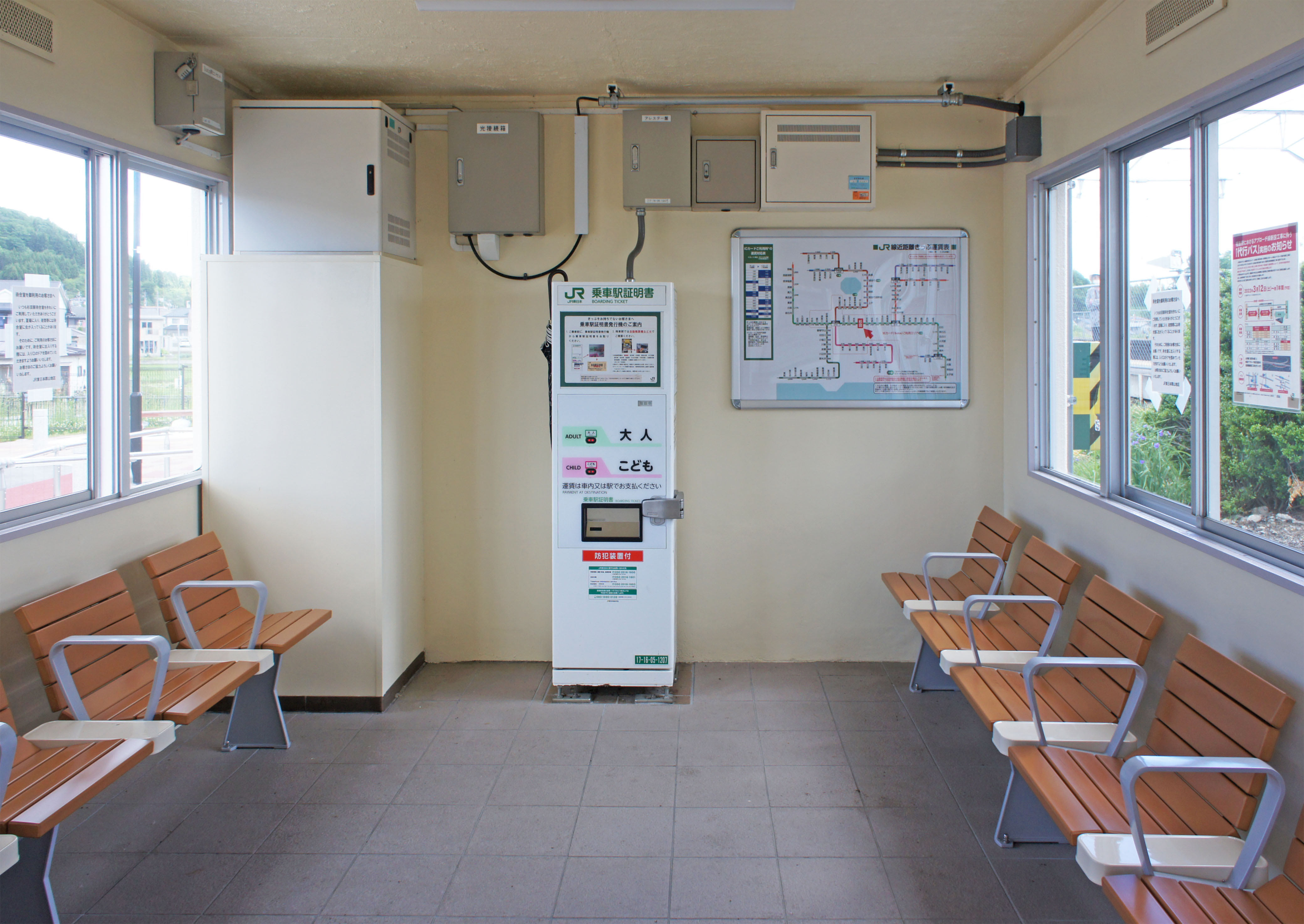
待合室（2022年5月）
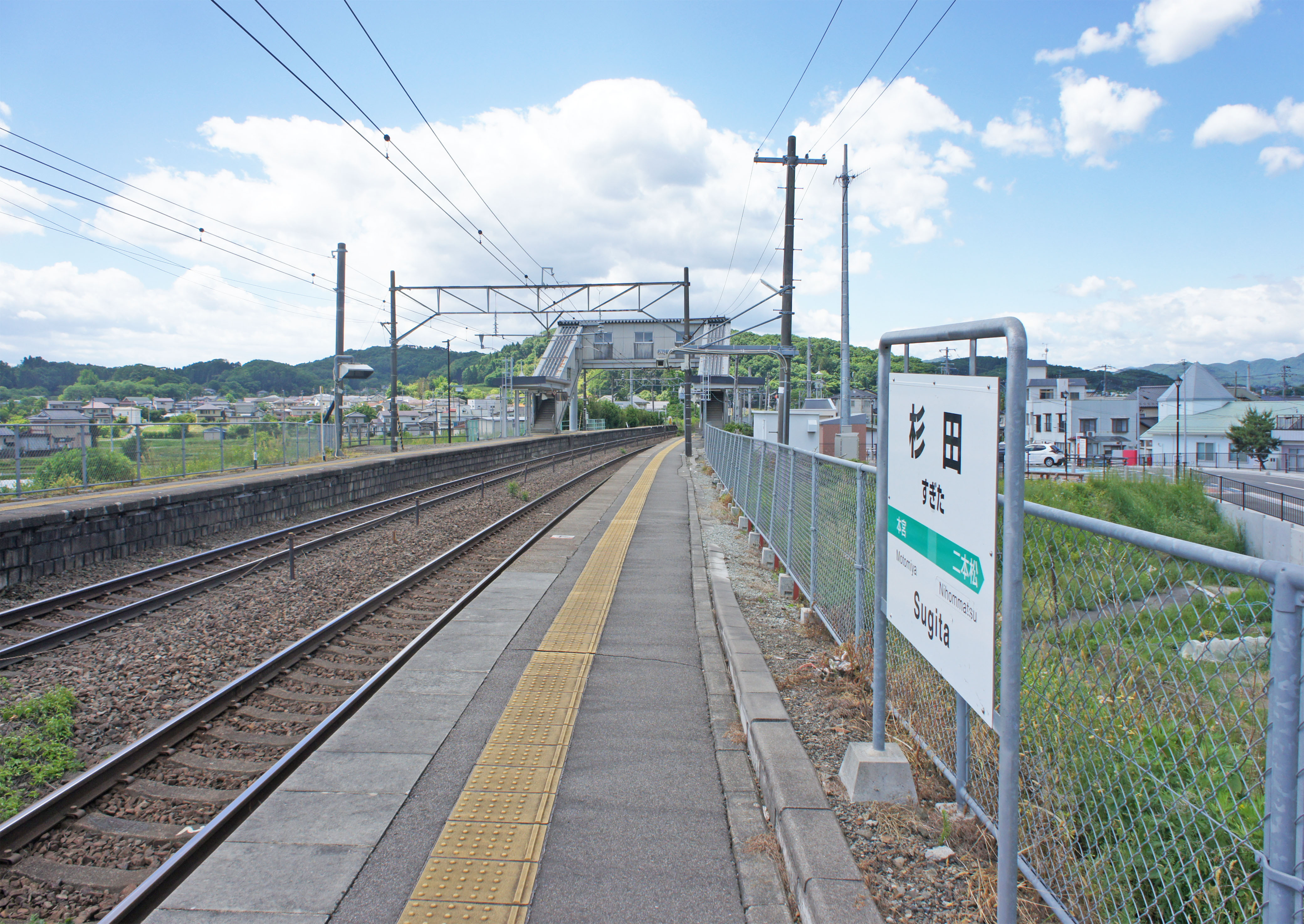
ホーム（2022年5月）

## 利用状況
「福島県統計年鑑」によると、2000年度（平成12年度）- 2004年度（平成16年度）の1日平均乗車人員の推移は以下のとおりであった。
| 乗車人員推移       | 乗車人員推移     | 乗車人員推移 |
| 年度               | 1日平均 乗車人員 | 出典         |
| ------------------ | ---------------- | ------------ |
| 2000年（平成12年） | 485              | [ 福島県 1 ] |
| 2001年（平成13年） | 474              | [ 福島県 2 ] |
| 2002年（平成14年） | 444              | [ 福島県 3 ] |
| 2003年（平成15年） | 451              | [ 福島県 4 ] |
| 2004年（平成16年） | 452              | [ 福島県 5 ] |

## 駅周辺
- 二本松市役所杉田住民センター
- 二本松市立杉田小学校
- 二本松市立二本松第三中学校
- 枡記念病院
- 杉田郵便局
- 奥の松酒造
- 国道4号

## 隣の駅
東日本旅客鉄道（JR東日本）
■東北本線
本宮駅 - 杉田駅 - 二本松駅